# Đảng trí công Trung Quốc
Đảng trí công Trung Quốc (tiếng Trung: 中国致公党, tức Trung Quốc trí công đảng) gọi tắt là Trí công Đảng là một trong những đảng phái dân chủ của Cộng hoà nhân dân Trung Hoa. Tiền thân của Trí công đảng là Hồng môn Trí công đường - một tổ chức do Hoa kiều tại Mỹ thành lập nhằm mục đích bảo vệ quyền lợi cho Hoa kiều, đấu tranh vì độc lập dân tộc và phồn vinh cho Trung Quốc. Đảng viên chủ yếu của Trí công Đảng là Hoa kiều và người thân Hoa kiều về nước, số lượng đảng viên khoảng 20000 người.

## Lịch sử
Tháng 10 năm 1925, các đại biểu của Trí công đường tại San Francisco (Hoa Kỳ) quyết định cải tổ Trí công đường thành một chính đảng của Hoa kiều, thành lập Trí công Đảng, bầu Trần Quýnh Minh làm chủ tịch (tổng lý), Đường Kế Nghiêu làm phó chủ tịch (phó tổng lý). Tháng 5 năm 1947, Trí công Đảng tổ chức Đại hội đại biểu lần thứ 3 tại Hương Cảng, quyết định tham gia Mặt trận thống nhất dân chủ nhân dân do Đảng cộng sản Trung Quốc khởi xướng và lãnh đạo. Năm 1949, các đại biểu Trí công Đảng là Trần Kỳ Vưu, Trần Diễn Sinh, Hoàng Đình Thần, Quan Văn Sâm, Lôi Vinh Kha, Nghiêm Hy Thuần tham gia Hội nghị toàn thể khoá 1 Hội nghị Hiệp thương Chính trị Nhân dân Trung Quốc.
Tháng 4 năm 2007, phó chủ tịch trung ương Trí công Đảng là Vạn Cương được bầu làm bộ trưởng Bộ Khoa học - Kỹ thuật Trung Quốc, trở thành người thứ hai không phải đảng viên cộng sản giữ chức vụ bộ trưởng (sau Phó Tác Nghĩa).

## Vai trò
Đảng trí công Trung Quốc hiện nay là một trong 8 chính đảng tham chính tại Cộng hoà nhân dân Trung Hoa, cùng với Đảng cộng sản Trung Quốc quản lý đất nước.

## Nhân vật chủ yếu

### Chủ tịch
- Trần Quýnh Minh (陳炯明; 1925 - 1933), người Hoklo, nguyên quán ở Hải Phong, Sán Vĩ, Quảng Đông; nhà sáng lập đảng tại San Francisco và lãnh đạo đảng tại Hương Cảng thuộc Anh (lúc bấy giờ gọi là Tổng lý),
- Trần Diễn Sinh (陳演生; 1933 - 1947), người Hoklo, nguyên quán ở Hải Phong, Sán Vĩ, Quảng Đông; Bí thư trưởng các khóa 1, 2, 3; Ủy viên khóa 1 Hội nghị Hiệp thương Chính trị Nhân dân Trung Quốc.
- Lý Tế Thâm (李濟深; 1947 - 1950), người Thương Ngô, Quảng Tây;
- Trần Kỳ Vưu (1950 - 1966, phó chủ tịch đảng khoá 3, chủ tịch trung ương các khoá 4, 5, 6, nguyên quán ở Hải Phong, Sán Vĩ, Quảng Đông, người Hoklo).
- Hoàng Đỉnh Thần (1979 - 1984, chủ tịch trung ương các khoá 7, 8, nguyên quán ở Hải Phong, Sán Vĩ, Quảng Đông, người Hoklo).
- Đổng Dần Sơ (1988 - 1997, chủ tịch trung ương các khoá 9, 10, Hoa kiều Indonesia, nguyên quán ở Hợp Phì, An Huy).
- La Hào Tài (1997 - 2007, chủ tịch trung ương các khoá 11, 12, Hoa kiều Singapore, nguyên quán An Khê, Tuyền Châu, Phúc Kiến, người Hoklo)
- Vạn Cương (2007 đến nay, chủ tịch trung ương khoá 13, người Thượng Hải, là Hoa kiều tại Đức, hiện kiêm phó chủ tịch Uỷ ban toàn quốc khoá 13 Hội nghị Hiệp thương Chính trị Nhân dân Trung Quốc).

### Các nhân vật quan trọng khác
- Tư Đồ Mỹ Đường
- Trần Diễn Sinh
- Quan Văn Sâm